# Robert Martin (Linguist)
Robert Martin (* 21. August 1936 in Straßburg) ist ein französischer Romanist, Mediävist, Sprachwissenschaftler und Lexikograf.

## Leben
Robert Martin bestand 1961 die Agrégation im Fach Lettres und habilitierte sich 1970 zum Docteur ès Lettres. Von 1962 bis 1971 arbeitete er unter Paul Imbs am Trésor de la langue française in Nancy. Von 1971 bis 1979 besetzte er einen Lehrstuhl an der Universität Metz, dann bis zu seiner Emeritierung 1997 den Lehrstuhl für Allgemeine Linguistik und Französische Linguistik an der Universität Paris IV (Paris-Sorbonne). Nach Paul Imbs und Bernard Quemada gab er den Trésor de la langue française (TLF) heraus, ein Wörterbuch von 25.000 Seiten. Sein Hauptwerk ist der Dictionnaire du Moyen Français (DMF), ein Internet-Wörterbuch von 20.000 Seiten. 2003 wurde er Mitglied der Académie des Inscriptions et Belles-Lettres. Er ist Ritter der Ehrenlegion.

## Veröffentlichungen (Auswahl)
- Le mot “rien” et ses concurrents en  français (du XIVe siècle à l’époque contemporaine). C. Klincksieck, Paris 1966. (Thèse de 3e Cycle)
- Temps et aspect. Essai sur l’emploi des temps narratifs en moyen français.  Klincksieck,  Paris 1971.
- (Hrsg. mit Paul Imbs) Dictionnaire des fréquences. Centre de recherche pour un Trésor de la langue française (Nancy).  4 Bde. Didier, Paris 1971.
- (mit Éveline Martin) Guide bibliographique de linguistique française. Klincksieck, Paris 1973.
- (Hrsg. mit Georges Straka) Mélanges de linguistique française et de philologie et littérature médiévales offerts à Monsieur  Paul Imbs. Klincksieck, Paris 1973.
- (Hrsg. mit Jean David) Statistique et linguistique. Colloque organisé par le Centre d’analyse syntaxique de l’Université de Metz, 2–3 mars 1973. Klincksieck, Paris 1974.
- The French  Contribution to Modern Linguistics. Theories of Language and Methods in  Syntax. Klincksieck, Paris 1975.
- Inférence, antonymie et paraphrase. Éléments pour une théorie sémantique. Klincksieck, Paris 1976.
- (Hrsg. mit Jean David) Modèles logiques et niveaux d’analyse linguistique. Colloque organisé par le Centre d’analyse syntaxique de l’Université de Metz, 7–9 novembre 1974. Klincksieck, Paris 1976.
- (Hrsg. mit Jean David) Études de statistique linguistique. Klincksieck, Paris 1977.
- La Définition verbale. Structure de la définition lexicographique, éléments pour une recherche de primitifs sémantiques. Rapport de recherche. Metz 1978.
- (Hrsg.) Études de syntaxe du moyen français. Actes du Colloque organisé par le Centre d’analyse syntaxique de l’Université de  Metz et par le Centre de recherche pour un trésor de la langue française, Metz 1976. Klincksieck, Paris 1978.
- (Hrsg. mit Jean David) La Notion d’aspect. Colloque organisé par le Centre d’analyse syntaxique de l’Université de Metz, 18–20 mai 1978. Klincksieck, Paris 1980.
- (mit Marc Wilmet) Syntaxe du moyen français.  Sobodi, Bordeaux 1980.
- Pour une logique du sens. PUF, Paris 1983,  1992.
- (Hrsg. mit Gérald Antoine) Histoire de la  langue française, 1880–1914. Editions CRNS, Paris 1985.
  - Histoire de la langue française, 1914–1945. Editions CRNS, Paris 1995.
- Langage et croyance. Les univers de croyance dans la théorie sémantique. Mardaga, Brüssel 1987.
- Sémantique et automate. L’apport du dictionnaire informatisé. PUF, Paris 2001.
- Comprendre la linguistique. Épistémologie élémentaire d’une discipline. PUF, Paris 2002, 2004, 2014, 2018. (auch portugiesisch und arabisch)
- (Hrsg. mit Michel Zink) L’anglo-normand. Spécificités culturelles d’une langue. IVe Journée d’études anglo-normandes, à la mémoire d’André Crépin. Actes du colloque international organisé par l’Académie des inscriptions et belles-lettres, le 29 mai 2015. Paris 2016.
- Linguistique de l’universel. Réflexions sur les universaux du langage, les concepts universels, la notion de langue universelle. AIBL, Paris 2016, 2021.